# Ніколас де Брейн
Ніколас Говерт де Брейн (нід. Nicolaas Govert de Bruijn, 9 липня 1918 — 17 лютого 2012) — нідерландський математик, відомий дослідженнями в галузі теорії графів, автоматичного доведення, автор підручника з асимптотичних методів аналізу. Його ім'ям названо конструкції, пов'язані з послідовністю де Брейна: цикл де Брейна, граф де Брейна, а також кілька відомих тверджень у теорії графів, комбінаториці, обчислювальній геометрії і теорії чисел.

## Життєпис
Народився 1918 року в Гаазі в багатодітній родині маляра. Протягом 1936—1941 років навчався в Лейденському університеті, від 1939 року (до 1944) паралельно працював асистентом на математичному факультеті Делфтського технічного університету. 1943 року здобув докторський ступінь з математики в Амстердамському вільному університеті, захистивши під керівництвом Юр'єна Коксми дисертацію з алгебричної теорії чисел.
Від 1944 до 1946 року працював у дослідницькій лабораторії корпорації Philips, 1946 року запрошений на посаду професора математичного факультету Делфтського технічного університету. До цього періоду відносяться роботи з комбінаторики і геометрії інцидентності, найзначнішим результатом стала теорема де Брейна — Ердеша, опублікована спільно з Палом Ердешем 1948 року, що дає нижню оцінку кількості прямих, які можна провести через заданий набір точок проєктивної площини (в певному сенсі, проєктивний аналог теореми Сильвестра). Примітно, що двоїсте твердження відоме під назвою теорема Ердеша — де Брейна . Ще одним спільним результатом з Палом Ердешем стало доведення 1951 року твердження про те, що будь-який нескінченний {\displaystyle k}-хроматичний граф містить скінченний підграф, який також є {\displaystyle k}-хроматичним, відоме також як теорема де Брейна — Ердеша.
1952 року його запрошено на посаду професора Амстердамського університету, де пропрацював до 1960 року. Найпримітніша праця цього часу — виданий 1958 року у вигляді книги курс лекцій з асимптотичних методів аналізу.
Від 1960 року — професор математики Технічного університету Ейндговена, займав цю посаду аж до 1984 року, після чого отримав статус емерита. В Ейндговені працював над аналітичною теорією чисел, задачами оптимального управління, математичним описом квазікристалів (зокрема, мозаїкою Пенроуза), отримав низку результатів у комбінаторній геометрії (один з яких відомий як теорема де Брейна). Праці кінця 1960-х — початку 1970 років зосереджені в галузі автоматичного доведення — розроблено формальну мову Automath, перший формалізм, який реалізує парадигму ізоморзфізму Каррі — Говарда, яка стверджує про взаємно-однозначну відповідність між формальним доведенням і комп'ютерною програмою. Типізоване λ-числення, розроблене через декілька років, стало фактично повторним відкриттям Automath.
Останні роки життя займався задачею моделювання головного мозку людини.

## Наукові спільноти та нагороди
1957 року обраний членом Нідерландської королівської академії наук. 1970 року був запрошеним доповідачем на міжнародному конгресі математиків у Ніцці.
1981 року нагороджений орденом Нідерландського лева (лицар ордена), 1985 року відзначений медаллю Снеліуса.